# Dexter Jackson

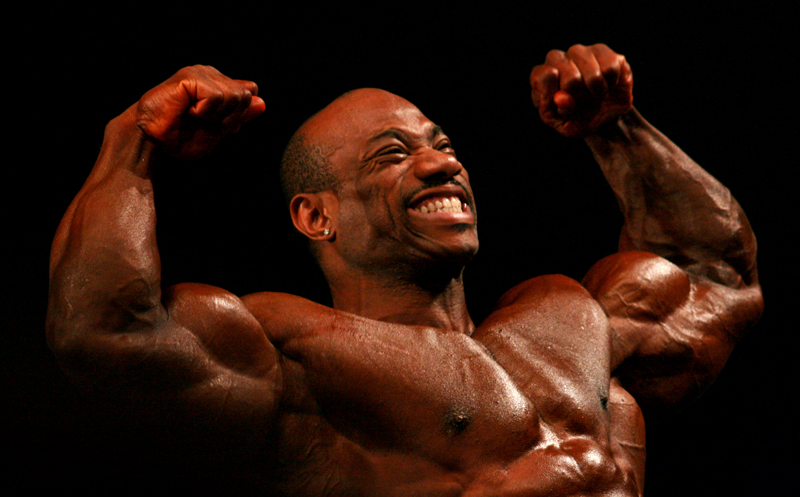
Dexter „The Blade” Jackson

Dexter „The Blade” Jackson (n. 25 noiembrie 1969) este un culturist profesionist ce face parte din Federația Internațională a Culturiștilor (IFBB) înființată de frații Ben și Joe Weider în 1946 și câștigător al titlului Mr. Olympia în 2008.

## Biografie
Prima competiție de culturism amator la care participă Dexter a fost Campionatul NPC al Statelor Sudice în 1992, unde a obținut locul 3. A participat la competițiile Arnold Classic, Night of Champions (Noaptea Campionilor) și Mr. Olympia în 1999, plasându-se pe locurile 7, 3 și respectiv 9. La Mr.Olympia 2007, Dexter s-a clasat pe locul 3. În data de 27 septembrie 2008, îl înfrânge pe câștigătorul ultimelor două titluri Mr. Olympia, Jay Cutler și devine pentru prima dată în cariera sa căștigător la Mr. Olympia, fiind al doilea culturist care căștigă acest titlu și cel de la Arnold Classic în același an, după Ronnie Coleman în 2001. Devenea și cel de-al doisprezecelea câștigător al acestui titlu. 2008 a fost cel mai bun an a lui Dexter Jackson, câștigând titlurile Mr. Olympia, Arnold Classic, Australian Pro Grand Prix VIII, New Zealand Grand Prix și  Russian Grand Prix. Dexter a contribuit la multe articole despre fitness si culturism, ce include si fotografia sa pe coperta revistei Muscular Development (Dezvoltarea Musculara) si Flex. Locuieste  in prezent in Jacksonville, Florida.

## Istoria Competițiilor
- 1992 NPC Southern States, Lightweight, locul #3
- 1995 NPC USA Championships, Light-Heavyweight, locul #1
- 1996 NPC Nationals, Light-Heavyweight, locul #6
- 1998 North American Championships, Light-HeavyWeight, locul #1
- 1999 Arnold Classic, locul #7
- 1999 Grand Prix England, locul#4
- 1999 Night of Champions, locul #3
- 1999 Mr. Olympia, locul #9
- 1999 World Pro Championships, locul #4
- 2000 Arnold Classic, locul #5
- 2000 Grand Prix Hungary, locul #2
- 2000 Ironman Pro Invitational, locul #3
- 2000 Night of Champions, locul #8
- 2000 Mr. Olympia, locul #9
- 2000 Toronto Pro Invitational, locul #2
- 2001 Arnold Classic, locul #5
- 2001 Grand Prix Australia, locul #3
- 2001 Grand Prix England, locul #4
- 2001 Grand Prix Hungary, locul #3
- 2001 Night of Champions, locul #2
- 2001 Mr. Olympia, ultimul loc
- 2001 Toronto Pro Invitational, locul #2
- 2002 Arnold Classic, locul #3
- 2002 Grand Prix Australia, locul #2
- 2002 Grand Prix Austria, locul #2
- 2002 Grand Prix England, locul #1
- 2002 Grand Prix Holland, locul #3
- 2002 Mr. Olympia, locul #4
- 2002 San Francisco Pro Invitational, locul #3
- 2002 Show of Strength Pro Championship, locul #6
- 2003 Arnold Classic, locul #4
- 2003 Maximum Pro Invitational, locul #3
- 2003 Mr. Olympia, locul #3
- 2003 San Francisco Pro Invitational, locul #3
- 2003 Show of Strength Pro Championship, locul #1
- 2004 Arnold Classic, locul #3
- 2004 Grand Prix Australia, 1st
- 2004 Ironman Pro Invitational, locul #1
- 2004 Mr. Olympia, locul #4
- 2004 San Francisco Pro Invitational, locul #1
- 2005 Arnold Classic, locul #1
- 2005 San Francisco Pro Invitational, locul #2
- 2006 Arnold Classic, locul #1
- 2006 Mr. Olympia, locul #4
- 2007 Arnold Classic, locul #2
- 2007 Mr. Olympia, locul #3
- 2008 Arnold Classic, locul #1
- 2008 IFBB Australian Pro Grand Prix VIII, locul #1
- 2008 IFBB New Zealand Grand Prix, locul #1
- 2008 IFBB Russian Grand Prix, locul #1
- 2008 Mr. Olympia, locul #1